# سولوفرا
سولوفرا، هي بلدة وبلدية في مقاطعة أفيلينو ، في منطقة كامبانيا بجنوب إيطاليا. يحدها عدد من القرى وهي أيلو ديل ساباتو، كالفانيكو، كونترادا، مونتورو سوبريوري، سيرينو.
بنيت الكنيسة الجماعية في سان ميشيل أركانجيلو في سولوفرا في القرنين السادس عشر والسابع عشر، وتتميز بزخارف داخلية غنية بلوحات قماشية لعائلة قويارينو (إحدى العائلات النبيلة)، وتحوي أيضاً على مذبح جيوفاني باتيستا لاما [الإنجليزية]. تعتبر سولوفرا أحد المراكز الإيطالية الرئيسية لدباغة الجلود .